# Guyana i olympiska sommarspelen 2016
Guyana deltog med sex deltagare vid de olympiska sommarspelen 2016 i Rio de Janeiro. Ingen av landets deltagare erövrade någon medalj.

## Friidrott
Förkortningar
- Notera– Placeringar avser endast det specifika heatet.
- Q = Tog sig vidare till nästa omgång
- q = Tog sig vidare till nästa omgång som den snabbaste förloraren eller, i fältgrenarna, genom placering utan att nå kvalgränsen
- NR = Nationellt rekord
- N/A = Omgången fanns inte i grenen
- Bye = Idrottaren behövde inte tävla i omgången

¨
Herrar
Bana och väg
| Idrottare      | Gren                | Heat     | Heat      | Semifinal        | Semifinal        | Final            | Final            |
| Idrottare      | Gren                | Resultat | Placering | Resultat         | Placering        | Resultat         | Placering        |
| -------------- | ------------------- | -------- | --------- | ---------------- | ---------------- | ---------------- | ---------------- |
| Winston George | Herrarnas 400 meter | 45,77    | 5         | Gick inte vidare | Gick inte vidare | Gick inte vidare | Gick inte vidare |

Fältgrenar
| Idrottare  | Gren              | Kval    | Kval      | Final   | Final     |
| Idrottare  | Gren              | Distans | Placering | Distans | Placering |
| ---------- | ----------------- | ------- | --------- | ------- | --------- |
| Troy Doris | Herrarnas tresteg | 16,81   | 4 q       | 16,90   | 7         |

Damer
Bana och väg
| Brenessa Thompson | Damernas 100 meter | Bye   | Bye | 11,72 | 7    | Gick inte vidare | Gick inte vidare | Gick inte vidare | Gick inte vidare |
| Brenessa Thompson | Damernas 200 meter | 23,65 | 7   | i.u.  | i.u. | Gick inte vidare | Gick inte vidare | Gick inte vidare | Gick inte vidare |
| Aliyah Abrams     | Damernas 400 meter | 52,79 | 5   | i.u.  | i.u. | Gick inte vidare | Gick inte vidare | Gick inte vidare | Gick inte vidare |

## Simning
| Simmare          | Gren                      | Heat  | Heat      | Semifinal        | Semifinal        | Final            | Final            |
| Simmare          | Gren                      | Tid   | Placering | Tid              | Placering        | Tid              | Placering        |
| ---------------- | ------------------------- | ----- | --------- | ---------------- | ---------------- | ---------------- | ---------------- |
| Hannibal Gaskin  | Herrarnas 100 m fjärilsim | 58,57 | 42        | Gick inte vidare | Gick inte vidare | Gick inte vidare | Gick inte vidare |
| Jamila Sanmoogan | Damernas 50 m frisim      | 28,88 | 63        | Gick inte vidare | Gick inte vidare | Gick inte vidare | Gick inte vidare |